# إمارة جانق
إمارة جانق وهم إمارة تركية صغيرة حكمت في شمال الاناضول خلال القرنين الرابع عشر والخامس عشر

## خلفية تاريخية
بعد معركة جبل كوسي في سمة 1243، أصبح إيلخانات المغول الحكام الفعليين للأناضول وأصبح سلطان السلاجقة تابعاً لسلطلة المغول، ليشكل القادة العسكريين السابقين لسلطان السلاجقة إمارات مستقلة قبلت بالخضوع لإمرة المغول. لكن في منطقة وسط البحر الأسود لم توجد عائلة واحدة تستطيع السيطرة على المنطقة لذلك تشكلت إمارات أصغر كانت في حالة حروب مستمرة مع بعضها البعض. لذلك دعى المؤرخين إمارات تلك المنطقة بإمارة جانق وهذه التسمية تعود إلى اسم جبل في منطقة وسط البحر الأسود.

## قائمة الحكام
| اسم الحاكم      | العاصمة | نهاية حكمه |
| --------------- | ------- | ---------- |
| بفرا            | بفرا    | 1460       |
| حكيم أوغولاري   | أردو    | 1427       |
| كوبات أوغولاري  | لاديك   | 1428       |
| كوتلوش          | أماسيا  | 1381       |
| تاكتين أوغولاري | نيكسار  | 1415       |
| تاشن أوغولاري   | مرزيفون | 1398       |